# تیری نوویک
تیری نوویک (به انگلیسی: Thierry Neuvic) (زاده ۳ اوت ۱۹۷۰) بازیگر فرانسوی است.
از فیلم‌های معروف او می‌توان به بازی در شرلوک هلمز: بازی سایه‌ها، خدا بزرگ است و من نه، به گذشته نگاه نکن  اشاره کرد.